# Maria Maciaszczyk
Maria Joanna Maciaszczyk (ur. 27 marca 1955 w Łodzi) – opozycjonistka antykomunistyczna, dyrektor generalna Rządowego Centrum Studiów Strategicznych (1998), wiceprezydent Łodzi (2006–2008, 2009–2010).

## Życiorys
Absolwentka Akademii Wychowania Fizycznego w Warszawie. Podczas stanu wojennego odpowiedzialna za redakcję techniczną „Głosu Łodzi”, „Prześwitu” i „Arki”. W latach 1983–1989 kolportowała tygodnik „Mazowsze”, książki, ulotki i karty świąteczne. W 1985 organizowała akcje specjalne na terenie Łodzi, w tym m.in. akcję zbierania grzywny, na którą skazano ks. Marka Łabudę.
Dyrektor Generalny Rządowego Centrum Studiów Strategicznych (1998), prezes Międzynarodowych Targów Łódzkich (2002–2006), wiceprezydent miasta Łodzi (2006–2008, 2009–2010) dyrektor gabinetu prezydenta Łodzi – Jerzego Kropiwnickiego (2008–2009).
Członkini kapituły Medalu za Zasługi w Walce o Niepodległość Polski i Prawa Człowieka 13 XII 1981 – 4 VI 1989 (2001–2017), członkini komitetu założycielskiego „Zjednoczenia Chrześcijańsko Narodowego – Stowarzyszenie” (od 2004), komitetu założycielskiego i prezes Stowarzyszenia „Powrót Trzech Króli”, działającego na rzecz ustanowienia święta Trzech Króli dniem wolnym od pracy, zarządu Stowarzyszenia ŁPO–Liga Łódzka im. Grzegorza Palki w Łodzi (od 2022), klubu „Gazety Polskiej” – Łódź II, a także Komitetu Honorowego Budowy Pomnika Ojca Stefana Miecznikowskiego.

## Odznaczenia
- 2001: Medal za Zasługi w Walce o Niepodległość Polski i Prawa Człowieka 13 XII 1981 – 4 VI 1989[7],
- 2013: Krzyż Kawalerski Orderu Odrodzenia Polski[11][3],
- 2017: Medal „Pro Patria”[7][12].